# Градец (Софийская область)
Гра́дец (болг. Градец) — село в Болгарии. Находится в Софийской области, входит в общину Костинброд. Население составляет 402 человека (2022).

## Политическая ситуация
В местном кметстве Градец, в состав которого входит Градец, должность кмета (старосты) исполняет Христина Гюрова Иванова (Демократы за сильную Болгарию (ДСБ)) по результатам выборов.
Кмет (мэр) общины Костинброд — Красимир Вылов Кунчев (Болгарская социалистическая партия (БСП)) по результатам выборов.